# ماتریکس (آلبوم ماتریکس)
ماتریکس (به انگلیسی: The Matrix) نخستین آلبوم گروه ماتریکس است که در ۲۷ ژانویه ۲۰۰۹ در آی‌تونز منتشر شد. سرودن و تهیه‌کنندگی این آلبوم توسط گروه ماتریکس انجام شد و کیتی پری و آدام لانگلندز (خوانندهٔ بریتانیایی) خوانندگان آن بودند.